# Brommy (Schiff)
Die Fregatte Brommy (F 218) der Bundesmarine war ein Schulschiff, benannt nach Karl Rudolf Brommy (1804–1860), dem Befehlshaber der Reichsflotte des Deutschen Bundes von 1849 bis 1853. Sie war Namensnachfolgerin des Räumbootbegleitschiffs Brommy der Kriegsmarine.
Das Schiff lief 1942 als Geleitzerstörer HMS Eggesford  für die Royal Navy vom Stapel und war im Zweiten Weltkrieg meist im Mittelmeer im Einsatz. Von 1959 bis 1965 diente der Geleitzerstörer vom Typ Hunt III als Schulfregatte bei der Bundesmarine. 1979 wurde die zuletzt als Zielschiff dienende Brommy abgebrochen.

## Geschichte

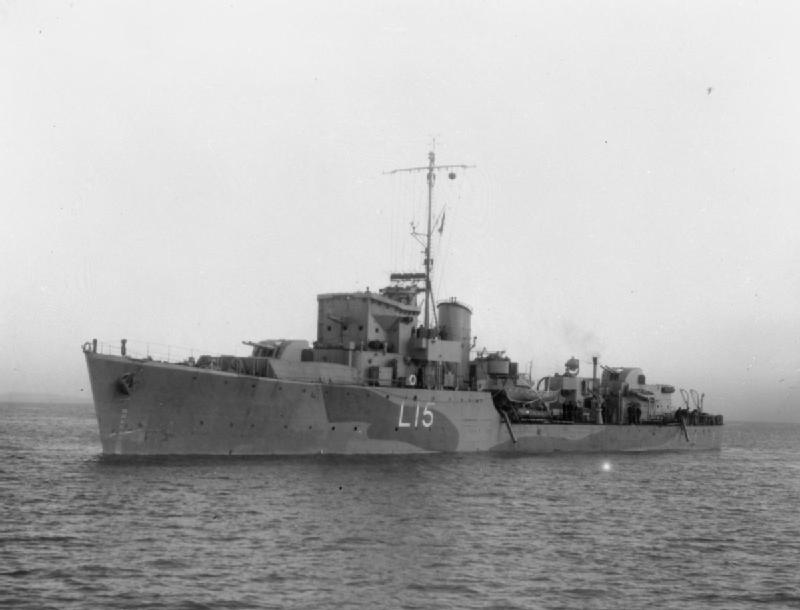
HMS Eggesford

Die spätere Brommy der Bundesmarine entstand als Geleitzerstörer HMS Eggesford des Typs III der Hunt-Klasse von 1941 bis 1943 auf der Werft von J. Samuel White in Cowes. Diese Werft gehörte zu den ersten Auftragnehmern für Schiffe dieser Klasse. Die Eggesford war der siebte Hunt-Zerstörer dieser Werft, die zuvor schon zwei Schiffe vom Typ I und vier vom Typ II geliefert hatte und insgesamt zehn Hunt-Zerstörer baute.

### Kriegseinsätze
Die Eggesford kam vor allem im Mittelmeerraum zum Einsatz und diente bei den Landungen der Alliierten auf Sizilien (Operation Husky), bei Salerno (Operation Avalanche) und in Südfrankreich (Operation Dragoon) als Sicherungsschiff der Landungsflotten. In der Schlussphase des Krieges in Europa diente der Geleitzerstörer noch in der Nordsee und war dann für einen Einsatz bei der Eastern Fleet im Indischen Ozean vorgesehen.
Das Schiff erreichte erst im September 1945 Ceylon und verblieb dort bis zum Oktober, ehe es, ohne operative Einsätze geführt zu haben, nach Großbritannien zurückkehrte. Von 1946 bis 1952 wurde sie als Reserveschiff einsatzbereit gehalten, ehe es aufgelegt wurde und für einen Verkauf zur Verfügung stand.

### Deutsche Schulfregatte
Die Eggesford gehörte zu den sieben Einheiten der Royal Navy, die von der im Aufbau befindlichen Bundesmarine angekauft wurden, um als Schulschiffe zu dienen. Die Schiffe wurden der Einfachheit halber unter dem Oberbegriff Schulfregatten Klasse 138 zusammengefasst, obwohl sie nicht baugleich waren. Vielmehr handelte es sich um drei Hunt-Geleitzerstörer der Typen II und III (2) und vier Sloops vom Typ Black Swan. Deutschland übernahm die Eggesford als Schulfregatte Brommy 1959 für die Unterwasserwaffenschule in Eckernförde.
Die Brommy unternahm Auslandsreisen in europäischen Gewässern von Norwegen im Norden bis Kreta im Süden. Die erste Reise gemeinsam mit der Schulfregatte Scharnhorst führte im Zeitraum vom 16. Januar bis zum 24. März 1961 über Portsmouth und Cadiz nach Messina und über Gibraltar, Porto und Le Havre wieder zurück. Im August begann eine zweite Reise als Ersatz für das ausgefallene Schulboot Bremse, auf der die Schulfregatte erst in Sevilla die planmäßig ausgelaufenen Schulboote Biene ex M 205 und Brummer ex M 85 erreichte. Über Bayonne, Liverpool, Edinburgh und Calais kehrte der Verband am 22. September 1961 wieder nach Kiel zurück.
Vom 8. Januar bis zum 17. März 1962 führte die Brommy zusammen mit dem Schwesterschiff Raule wieder eine lange Frühjahrsreise ins Mittelmeer bis nach Saloniki durch, wobei die Brommy nach einem Schaden in Dover und anschließender Reparatur dem Schwesterschiff hinterherlaufen musste und erst vor Saloniki wieder aufgeschlossen hatte. Weitere kürzere Auslandsreisen folgten 1963/1964 nach Norwegen und in die Niederlande.
Am 30. April 1965 wurde die Brommy außer Dienst gestellt. Das nie umfassend modernisierte Schiff fand von 1972 bis 1977 als Zielschiff für Schnellboote in der Biskaya Verwendung. 1979 wurde das Schiff in Wilhelmshaven abgewrackt.

## Weitere Schiffe mit dem Namen Brommy
Bereits vom November 1937 bis 1944 gab es in der Kriegsmarine eine Einheit mit dem Namen Brommy. Hierbei handelte es sich um das 1916 für die Kaiserliche Marine in Dienst gestellte Minensuchboot M 50, das bis 1921 noch zum Räumen der Kriegsminen genutzt wurde. Von 1933 bis 1936 war es erneut als Minensucher bei der Reichsmarine im Dienst, um 1938 als Räumbootbegleitschiff einer Minenräumbootflottille wieder in Dienst zu kommen. Diese erste Brommy sank am 15. Juni 1944 bei einem Luftangriff westlich von Boulogne-sur-Mer.

## Weitere Schiffe mit der Nummer 218
- siehe also: Mecklenburg-Vorpommern (Schiff, 1996, Bremen)